# Juan Carlos Monteagudo
Juan Carlos Monteagudo Povo (Valencia, 15 de octubre de 1960-Llissá de Munt, 30 de mayo de 1991) fue un terrorista español, miembro de las organizaciones Terra Lliure —de la que llegó a ser considerado número uno— y Euskadi Ta Askatasuna. Participó, entre otros, en el atentado de Sabadell y en el que la banda perpetró contra la casa cuartel de Vich.

## Biografía
Nació en Valencia. Pocos meses después, su familia se mudó al barrio barcelonés de Pueblo Seco. Accedió a la organización terrorista Terra Lliure en 1982 y marchó a vivir a la comuna francesa de Palau-del-Vidre. Se le consideraba artífice de las relaciones entre esta organización terrorista y Euskadi Ta Askatasuna (ETA). Habría sido responsable de organizar la colaboración entre una banda y otra para perpetrar dos atentados, ambos con coche bomba, en el barrio de Pueblo Nuevo y en la plaza de España de la capital catalana.

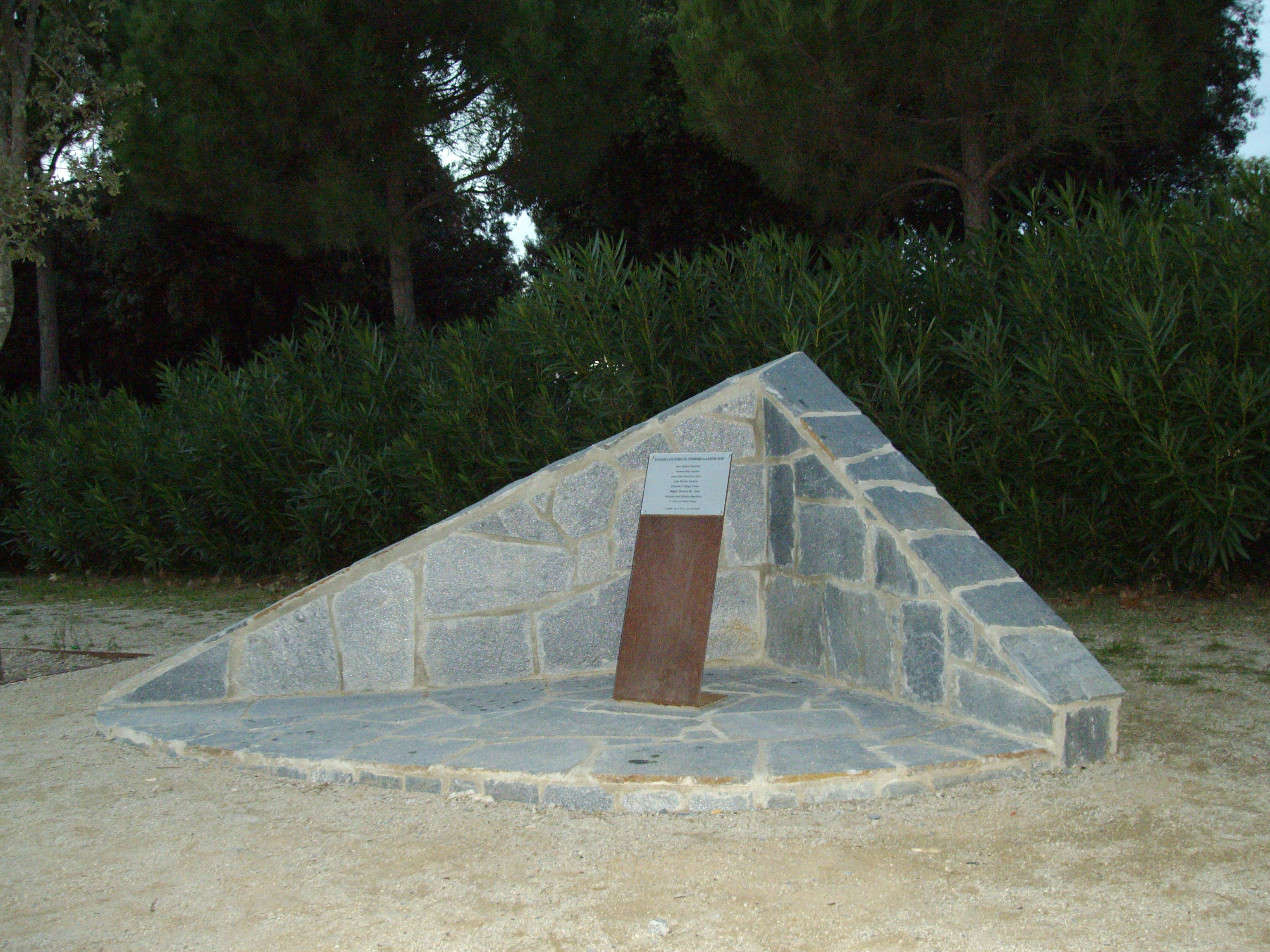
Memorial que recuerda a las personas asesinadas en el atentado de Sabadell, en el que participó Monteagudo

Habría abandonado Terra Lliure en 1986. Se le denegó el asilo político en Francia y pasó a la clandestinidad. Durante esos meses, ETA llevó a cabo una serie de atentados terroristas en Cataluña. A raíz del abandono de la vía terrorista de Terra Lliure, liderada por la IV Asamblea encabezada por Pere Bascompte, Monteagudo se integró en el comando Barcelona de ETA, del que sería jefe. Se encargó de reorganizarlo después de que los antiguos integrantes, con Domingo Troitiño a la cabeza, hubiesen sido detenidos tras perpetrar el atentado de Hipercor en el que murieron asesinadas veintiún personas y otras 45 resultaron heridas.
Ya renovado, el comando perpetró, entre otros, dos grandes atentados: uno, el 8 de diciembre de 1990, con coche bomba contra un grupo de agentes del Cuerpo Nacional de Policía en Sabadell, y otro contra la casa cuartel de la Guardia Civil en Vich. Entre los dos, hubo un total de dieciséis víctimas mortales. Juan José Zubieta Zubeldia, miembro también del comando Barcelona, aseguró tras ser detenido por la Guardia Civil que fue Monteagudo quien hizo detonar el coche bomba en Vich. Unos días antes del atentado de Sabadell, ETA había atentado con coche bomba contra el cuartel de la Guardia Civil en San Carlos de la Rápita, si bien no hubo víctimas mortales. Monteagudo habría sido el autor de este atentado.
Monteagudo murió un día después del atentado de Vich en un tiroteo con la Guardia Civil en Llissá de Munt. Juan Félix Erezuma, número dos del comando, estaba con él en el tiroteo y fallecería más tarde en el hospital a causa de las heridas.